# Măgești (gmina)
Măgești – gmina w Rumunii, w okręgu Bihor. Obejmuje miejscowości Butani, Cacuciu Nou, Dobricionești, Gălășeni, Josani, Măgești i Ortiteag. W 2011 roku liczyła 2727 mieszkańców.